# Богачёв, Дмитрий Альбертович
Дми́трий Альбе́ртович Богачёв (род. 11 апреля 1969 года, Минск) — театральный продюсер, глава театральной компании «Бродвей Москва», основатель российского подразделения международной театральной компании «Стейдж Энтертейнмент», член Бродвейской лиги (англ. The Broadway League).

## Образование
- Диплом с отличием выпускника музыкальной школы-десятилетки по классу фортепиано — 1985
- Диплом инженера-физика Московского инженерно-физического института (с 2009 года — Национальный исследовательский ядерный университет «МИФИ») — 1995
- Диплом британско-нидерландской программы по театральному менеджменту Британского Совета по культуре, Фонда Форда и Фонда Сороса — 2002

## Профессиональная деятельность
- 1994−1997 — сотрудник Российского научного центра «Курчатовский институт».
- 1997−2000 — генеральный директор компании «Ай Ви Си», исполнительный продюсер популярного музыкального проекта «Песни нашего века».
- 2000−2002 — коммерческий директор мюзикла «Норд-Ост»[1].
- 2001−2003 — один из инициаторов разработки разветвленных компьютерных систем продажи билетов на зрелищные мероприятия и внедрения их городскими кассами Московской дирекции театрально-зрелищных касс (МДТЗК).
- 2003−2004 год — продюсер и генеральный директор театральной компании «Русский мюзикл».
- 2004−2017 — основатель, продюсер и генеральный директор российской театральной компании «Стейдж Энтертейнмент», дочерней компании международного театрального холдинга Stage Entertainment.
- С 2005 года компания «Стейдж Энтертейнмент» начала осуществлять постановку и ежедневный прокат мюзиклов в Московском дворце молодежи (Театр МДМ).
- 2011−2017 — автор оригинальной идеи создания и творческой концепции бродвейского мюзикла «Анастасия», основанного на анимационном фильме 1997 года и кинофильме 1956 года компании 20th Century Fox, а также на исторических событиях и документах. Работа над новым мюзиклом  велась вместе с композитором Стивеном Флаэрти (Stephen Flaherty), автором текстов песен Линн Аренс (Lynn Ahrens) и драматургом Терренсом Макнелли. Читка и творческие мастерские состоялись в New 42nd Street Studios на Бродвее в июле 2012. В числе актеров в мастерских приняли участие Анджела Лэнсбери, Аарон Твейт, Келли Баррет, Патрик Пэйдж, Аарон Лазар и Джулия Гамильтон.
- 2012 — инициатор преобразования крупнейшего кинотеатра страны «Пушкинский» (Москва, Пушкинская площадь) в новый музыкальный театр и возвращения зданию исторического названия «Россия». Следующие пяти лет «Стейдж Энтертейнмент» под руководством Богачёва – крупнейшая театральная компания страны, её мюзиклы идут восемь раз в неделю в одних из самых вместительных театрах Москвы — «России» и Театре МДМ.
- 2012 — инициатор и руководитель проекта «Московский Бродвей[2]» (с 2019 года компания называется «Бродвей Москва»), образовательной просветительской программы, направленной на развитие жанра мюзикла в России, помощь творческим и административным театральным деятелям в приобретении мирового опыта работы в жанре мюзикла от профессионалов из других стран, предоставление артистам возможности участвовать в мастер-классах и творческих мастерских ведущих мировых постановщиков.
- 2014 — руководитель технической реконструкции и реновации Театра МДМ[3] в рамках подготовки к постановке мюзикла «Призрак Оперы», в результате которой число мест возросло до 1803, а МДМ стал самым вместительным современным театром в Москве.
- 2014 — становится первым иностранным членом Бродвейской лиги театральных продюсеров, получив официальное приглашение оргкомитета Лиги по результатам голосования её членов.
- 2015 — согласно официальному рейтингу RBC на 2015 год, Stage Entertainment под руководством Дмитрия Богачёва стала лидером кассовых сборов[4] среди других мероприятий развлекательной индустрии России.
- 2015 — инициатор и создатель Аллеи звезд мюзиклов в Москве на Пушкинской площади. Аллея звезд была открыта 6 сентября 2015 года во время гала-концерта «Московский Бродвей»
- 2016 — в рамках образовательной программы «Московский Бродвей» организовал приезд в Москву и публичную лекцию легендарного продюсера и самого титулованного режиссёра бродвейских спектаклей Харольда Принса[5]. Вместе с американской некоммерческой организацией The Broadway Dreams Foundation организовал и провел десятидневную креативную программу мастер-классов Broadway Dreams, завершившуюся финальным концертом-ревю ста профессиональных и начинающих российских и американских артистов.
- 24 апреля 2017 — бродвейская премьера мюзикла «Анастасия»[6] в театре Broadhurst в Нью-Йорке. Вскоре после премьеры мюзикл был номинирован на премию Outer Critics Circle в 13 номинациях[7], на премию Drama Desk в 9 номинациях[8] и на премию Tony в двух номинациях[9].
- 2018 — «Бродвей Москва» представляет первый в истории российской сцены драматический спектакль ежедневного проката «Очень смешная комедия о том, как Шоу пошло не так»[10].
- 2020−2022 — первая российская постановка и прокат мюзикла «Шахматы» Тима Райса, Бенни Андерссона и Бьорна Ульвеуса. Постановка получила три премии «Золотая Маска». Несмотря на пандемию, её посмотрели более 700 000 зрителей.
- 2022—2024 — постановка и ежедневный прокат оригинального мюзикла «Ничего не бойся, я с тобой» на песни группы «Секрет», собравшего в прокате около 4 млрд рублей и установившего рекорд посещаемости российского театра – свыше 1 миллиона зрителей[11].
- 2023 — в МДМ открывается второй театральный зал — «Маска»[12]. С этого момента мюзиклы театральной компании «Бродвей Москва» идут одновременно в двух театрах. Премьера мюзикла-пародии «Мамма Мимо! или Мюзикл пошел не так» в театре «Маска»[13].
- 2024 — премьера музыкальной комедии «Элементарно, Хадсон! Дело о собаке Б.» в театре «Маска»[14], премьера мюзикла «Последняя сказка» в Большом зале МДМ[15].

## Постановки
- 2001−2002 — мюзикл «Норд-Ост»
- 2003−2004 — мюзикл «12 стульев»
- 2005−2006 — мюзикл Cats
- 2006 — ледовое шоу для детей «Питер Пэн на льду»
- 2006 — ледовое шоу «Фантазия»
- 2006−2008 — мюзикл Mamma Mia!
- 2006 — ледовое шоу «Багз Банни на льду»
- 2008 — ледовое шоу «История любви»
- 2008−2010 — мюзикл «Красавица и чудовище»
- 2008−2009 — ледовое шоу для детей «Питер Пэн на льду»
- 2009−2010 — ледовый мюзикл «Щелкунчик»
- 2010−2011 — мюзикл Zorro
- 2010 — ледовый мюзикл «Снежная королева»
- 2011−2012 — мюзикл «Звуки музыки»
- 2011 — ледовый мюзикл «Спящая красавица»
- 2012−2014 — мюзикл «Русалочка»
- 2012−2013 — мюзикл Mamma Mia!
- 2012 — ледовый мюзикл «Три мушкетера»
- 2013−2014 — мюзикл «Chicago»
- 2013 — ледовый мюзикл «Волшебник Страны OZ»
- 2014 — мюзикл «Призрак Оперы»
- 2014 — мюзикл «Красавица и чудовище»
- 2014 — ледовый мюзикл «Аладдин и Повелитель огня»
- 2015 — мюзикл «Поющие под дождем»
- 2015 — ледовый мюзикл «Синдбад и принцесса Анна»
- 2016 — мюзиклы «Золушка» Архивная копия от 2 августа 2018 на Wayback Machine и «Бал вампиров»
- 2017 — мюзикл «Анастасия» на Бродвее
- 2017 — мюзикл «Привидение»
- 2018 — драматический спектакль «Очень смешная комедия о том, как ШОУ ПОШЛО НЕ ТАК»
- 2019 — драматический спектакль «Комедия о том, как БАНК ГРАБИЛИ»
- 2019 — мюзикл «Первое свидание»
- 2020 — мюзикл «День влюблённых»
- 2020 — мюзикл «Шахматы»
- 2022 — мюзикл «Ничего не бойся, я с тобой»
- 2023 — мюзикл-пародия «МАММА МИМО! или Мюзикл пошел не так»
- 2024 — музыкальная комедия «Элементарно, Хадсон! Дело о собаке Б.»
- 2024 — мюзикл «Последняя сказка»
- 2025 — мюзикл Six (Испания, в рамках европейского турне)

## Профессиональные достижения и награды
- 1979, 1984 —лауреат конкурсов юных пианистов в Беларуси
- 2002 — Национальная премия «Золотая Маска» в номинации «Лучший спектакль» категории «Оперетта/мюзикл» — мюзикл «Норд-Ост»
- 2002 — Премия «Серебряный лучник» за пиар-стратегию мюзикла «Норд-Ост»[16]
- 2005 — Премия Effie в номинации «Лучший бренд в энтертейнмент и масс-медиа» — маркетинг мюзикла Cats
- 2007 — Премия «Музыкальное сердце театра» — лучший продюсер
- 2007 — Премия Effie в номинации «Лучший бренд в энтертейнмент» — маркетинг мюзикла Mamma Mia!
- 2008 — Национальная премия «Золотая Маска» в номинации «Лучший спектакль» категории «Оперетта/мюзикл» — мюзикл «Русалочка»[17]
- 2008 — Книга рекордов России: Mamma Mia! — самый популярный мюзикл в истории России (на 2008 год)[18]
- 2008 — Премия «Овация» — мюзикл Mamma Mia![19]
- 2010 — Книга рекордов России: самое популярное ледовое шоу в истории России (на 2010 год) — «Щелкунчик»
- 2014 — Национальная премия «Золотая Маска» в номинации «Лучший спектакль» категории «Оперетта/мюзикл» — мюзикл «Русалочка»[20]
- 2014 — Первый в истории иностранный член Лиги Бродвейских продюсеров
- 2014 — Мюзикл «Призрак Оперы» открыл 20-ю юбилейную Церемонию театральной Премии «Золотая Маска»[21]
- 2015 — Премия «Персона года» в области «Культура»[22]
- 2016 — Национальная награда «Бренд № 1 в России 2016» в категории «Культурное событие» — мюзикл «Золушка»[23]
- 2022 — Национальная премия «Золотая Маска» в номинациях «Лучшая женская роль» (А. Стоцкая), «Лучшая роль второго плана (А. Бобров), «Лучшая работа дирижера» (Е. Загот) категории «Оперетта/мюзикл»— мюзикл «Шахматы»[24]
- 2022 — «Спектакль года» по версии KudaGo — мюзикл «Ничего не бойся, я с тобой»[25]
- 2024 — Высшая  награда 12-й Национальной премии «Событие года» — мюзикл «Ничего не бойся, я с тобой»[26]
- 2024 — Книга рекордов России: самый посещаемый мюзикл ежедневного проката в России — мюзикл «Ничего не бойся, я с тобой» (1 116 872 зрителей)[27]